# Bödakustens västra
Bödakustens västra este o arie protejată (arie specială de conservare — SAC, sit de importanță comunitară — SCI) din Suedia întinsă pe o suprafață de 741,4 ha, integral pe uscat.

## Localizare
Centrul sitului Bödakustens västra este situat la coordonatele 57°15′15″N 16°57′43″E / 57.2543°N 16.9619°E.

## Înființare
Situl Bödakustens västra a fost declarat sit de importanță comunitară în ianuarie 1998 pentru a proteja 2 specii de plante. Situl a fost protejat și ca arie specială de conservare în martie 2011.

## Biodiversitate
Situată în ecoregiunile boreală și marină baltică, aria protejată conține 12 habitate naturale: Vegetație perenă pe țărmurile stâncoase, Taiga vestică, Recifuri, Pajiști cu Molinia pe soluri calcaroase, turboase sau argilos-nămoloase (Molinion caeruleae), Dune de coastă fixe cu vegetație erbacee („dune gri”), Mlaștini calcaroase cu Cladium mariscus și specii de Caricion davallianae, Bancuri de nisip acoperite în permanență slab de apă marină, Pajiști carstice calcaroase sau bazofile, de Alysso-Sedion albi, Dune mobile de-a lungul țărmului cu Ammophila arenaria („dune albe”), Pajiști uscate seminaturale și facies de acoperire cu tufișuri pe substraturi calcaroase (Festuco-Brometalia) (* situri importante pentru orhidee), Dune cu Salix repens ssp. argentea (Salicion arenariae), Dune împădurite din regiunile atlantică, continentală și boreală.
La baza desemnării sitului se află mai multe specii protejate de  plante (2): Sisymbrium supinum, Tortella rigens.